# Magdalene Thoresen
Anna Magdalene Thoresen nata Kragh (Fredericia, 3 giugno 1819 – Copenaghen, 28 marzo 1903) è stata una drammaturga norvegese naturalizzata danese.
Di origini danesi e fondatrice del teatro di Bergen, scrisse sia drammi che racconti, riscuotendo un discreto successo in Europa. Sposando Hans Conrad Thoresen, divenne matrigna di Suzannah Daae Thoresen, futura moglie di Henrik Ibsen. 

## Racconti
- Signes Historie (1864)
- Solen i Siljedalen (1868)

## Drammi
- Fra le mura di casa (1878)